# Prosuma
 (mai 2017).
Prosuma  est une société anonyme ivoirienne créée en 1966. Elle fait figure de leader sur le marché ivoirien et d'Afrique francophone de la grande distribution, de détaillant et de négoce. La firme compte en Côte d'Ivoire et à l'étranger plusieurs enseignes, avec principalement des magasins de proximité situés dans la ville d'Abidjan, à l'intérieur Du territoire national et dans 11 autres pays africains (Bénin, Burkina Faso, République du Congo, Gabon, Guinée Conakry, Mali, République Démocratique du Congo, Cameroun, Niger, Sénégal et Togo). Le siège social est situé dans la commune du Plateau, à Abidjan en Côte d'Ivoire.

## Historique
Le Groupe Prosuma fut créé en 1966, sous le nom de Société Ivoirienne de Promotion de Supermarchés, et ouvre un premier supermarché de 750 m2 à l’enseigne Nour Al Hayat. La production locale étant peu importante, la structure a rapidement pris en charge les importations et la gestion du supermarché. Au cours des années 1980, Prosuma s’affranchit en reprenant une surface de 500 m2 à l’enseigne Champion (Sidec), en créant une troisième société (Codistal) à l’enseigne Super Hayat pour exploiter un supermarché de 900 m2 et crée une centrale d’achats dans le but d'améliorer la productivité du groupe.
Pendant ce temps, deux nouveaux concurrents font leur apparition : le groupe SMTC, gérant les supermarchés Trade Center et le groupe SCOA, gérant les magasins Score.
En 1992, un premier rapprochement a lieu entre les actionnaires de Prosuma et de Codistal et ceux du groupe SMTC. Le 1er juin 1993, la fusion est effective et Prosuma appartient alors aux deux entités, à hauteur de 50 % chacune. Un comité de direction et de gestion est créé. 
Prosuma, qui parallèlement continue à s’agrandir, ouvre son capital à un investisseur privé. Cela permet au groupe de reprendre tout le réseau des magasins Score en Côte d’Ivoire, ainsi que la chaîne de supérettes et un entrepôt d’environ 12 000 m2 situé au port autonome d'Abidjan. En octobre 1996, Prosuma ouvre un nouveau supermarché de 1 300 m2. En novembre 1999, un protocole d’accord est signé avec Sococé, qui détient un centre commercial et un hypermarché de 3 000 m2, à travers lequel une nouvelle société est créée : S2P. Le capital est détenu à 75 % par Prosuma et ses actionnaires, les 25 % restants appartenant au propriétaire des magasins Sococé. S2P rachète l’ensemble du réseau Sococé, ventes détail.
De 20 millions de francs CFA à sa création, le capital social de Prosuma a fait l’objet d’augmentations successives pour atteindre aujourd’hui[Quand ?] 10 050 000 000 FCFA, soit  15 321 126 d'Euros. Au 31 décembre 2016, les capitaux propres représentent 21,26 milliards de francs CFA.
En 2015, Prosuma a reçu le Prix d’excellence pour la meilleure entreprise éco-citoyenne (2015), décerné par son Excellence M. Le Président de la République pour avoir fait preuve de créativité et d’innovation technologique, notamment concernant les sachets plastiques ».

## PROSUMA en chiffres
- Le leader incontesté[réf. nécessaire] de la grande distribution en Afrique francophone.
- 17 enseignes
- 159 points de vente (avec franchisés et filiales)
- 2 centrales d'achat (ultra-frais, PGC et sec).
- 1 réseau de franchisés.
- Près de 4 000 collaborateurs.
- Un CA 2016 HT hors franchises et filiales : 378 millions d'Euros HT (soit environ 248 Milliards de Francs CFA)
- Des filiales diversifiées.

## Dispositif

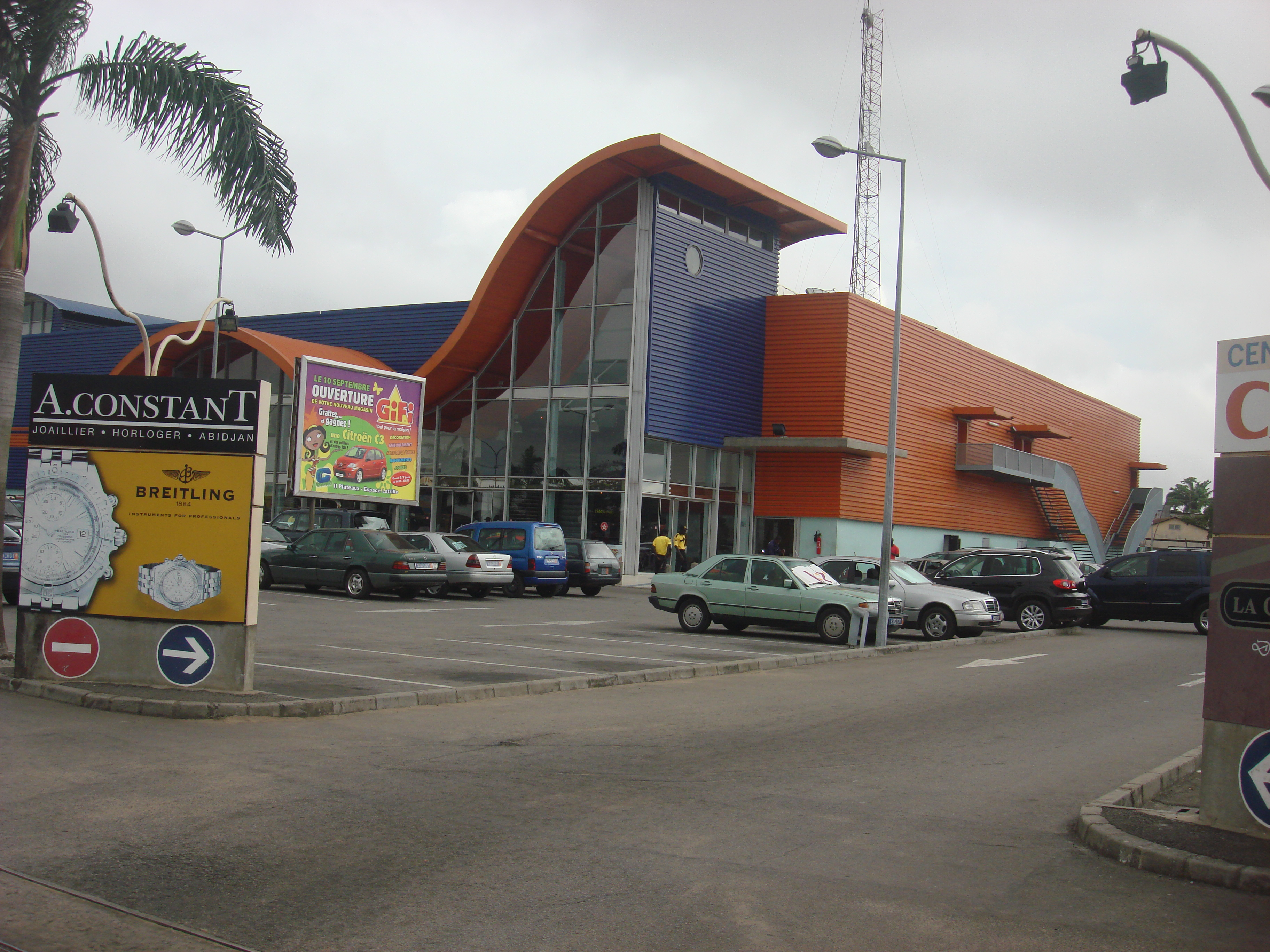
Centre commercial Cap Sud, à Marcory.

Si le groupe est spécialisé dans la distribution, il s'est diversifié et distribue différentes sorties de produits (culturels, ameublement, vins et spiritueux, centres commerciaux). Il regroupe ainsi une grande variété d’enseignes aux orientations différentes :
- Hayat : 3 magasins
- Casino : 3 magasins
- Casino Mandarine : 5 magasins[3]
- Cash Center : 5 magasins
- Sococé : 8 magasins
- Cash Ivoire : 24 magasins
- Cash Express : 11 magasins
- Bonprix :  56 magasins
- GIFI : 2 magasins
- Super U : 1 magasins à Abidjan
- Fnac : 2 points de vente
- La Cave de l’Œnophile : 11 points de vente
- Cap Sud Café : 1 magasin
- Jour de Marché : 3 magasins
- MiniPrix : 14 magasins
- Nespresso : 1 magasin
- Electro Marché : 1 magasin
- Autres enseignes  : 9 magasins
- Yaatoo : site de vente en ligne[4],[5]

### Grande distribution

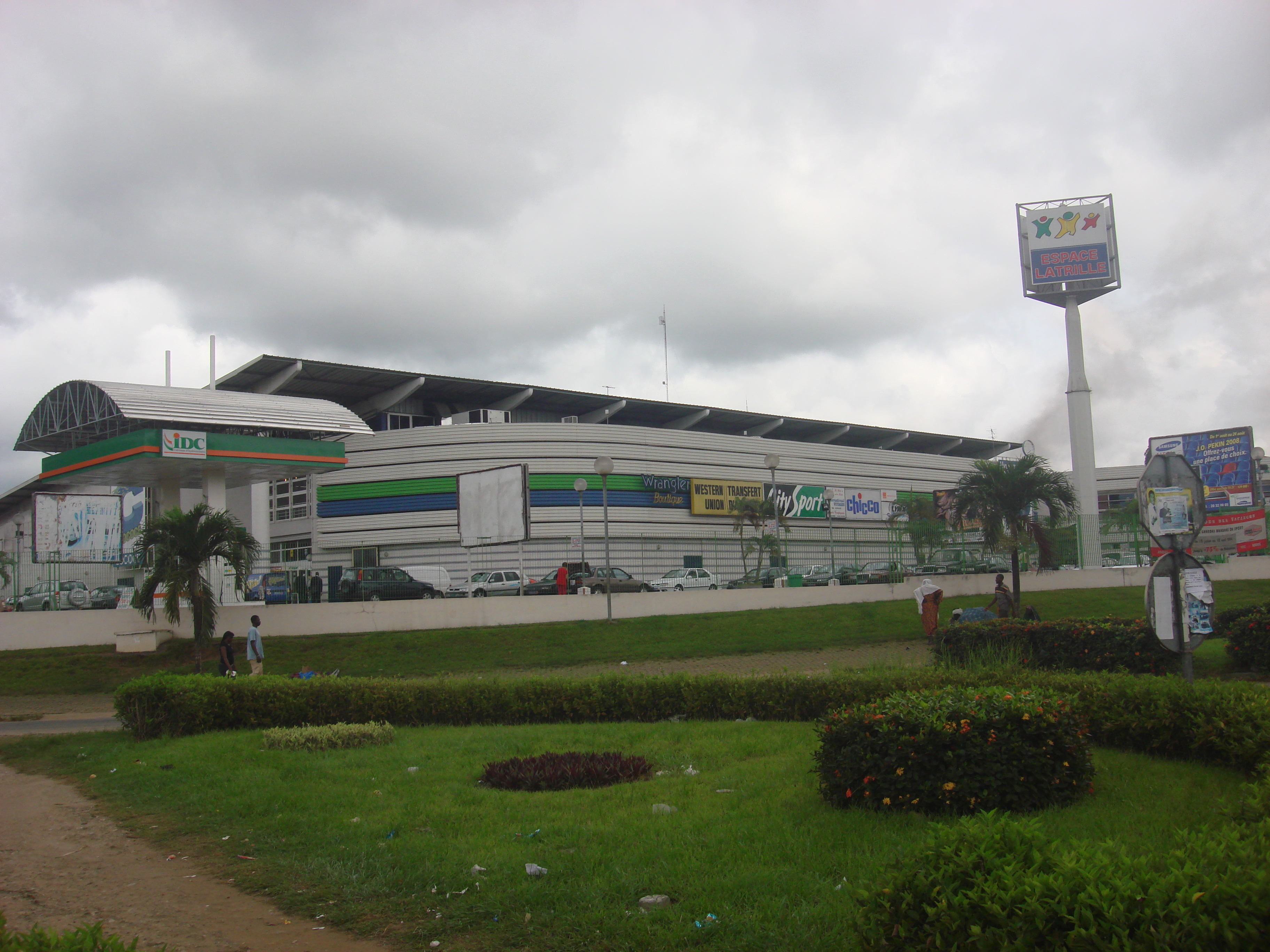
Supermarché Sococé, à Cocody.

Prosuma possède deux hypermarchés se trouvant au nord et au sud d'Abidjan. Le groupe possède également dix supermarchés et quarante deux supérettes, localisés dans les principaux quartiers de la ville, ainsi que dans certaines villes de l’intérieur du pays.

#### Vente de gros et demi-gros
Le demi-gros est une activité importante et a représenté en 2016, 40 % du chiffre d’affaires du groupe. Ce département a un portefeuille d’environ 1 500 clients, essentiellement des grossistes, supérettes, restaurateurs, hôtels, organisations internationales, centres hospitaliers, etc. Ils viennent aussi bien de l’étranger que d’Abidjan ou de l’intérieur du pays.

#### La chaîne Bonprix
Cette chaîne de supérettes vend à la fois au détail, en gros et en demi-gros. Actuellement au nombre de 56, ces magasins sont implantés au cœur des quartiers populaires, loin des grands axes. Présents à Abidjan comme à l’intérieur du pays, leur surface couvre de 350 m² à 600 m².
En 2014, l’ensemble de ces surfaces de vente a dégagé un CA HT de 55,379 milliards de FCFA (soit environ 84 millions d’Euros).

## Réseau de franchises
Fin 1997, la création d’une chaîne de moyenne distribution à enseigne Cash Ivoire a nécessité la création d’une entité juridique différente : la Compagnie de Distribution et de Franchise Ivoirienne (Codefi), entité qui a été absorbée par Prosuma au cours de l’année 2006. En partenariat avec la Chambre de commerce et d’industrie de Côte d’Ivoire, cette société a pour objectif de permettre aux commerçants ivoiriens d’accéder aux métiers de la grande distribution.

## Magasins spécialisés
GifiGifi est, en Côte d'Ivoire, une franchise de Prosuma s'appuyant sur la firme basée en France. Elle est axée sur la vente produits à bas coût, proche du hard-discount non-alimentaire. Le premier magasin de la franchise a ouvert ses portes en Côte d’Ivoire en novembre 2006.
MediastoreMediastore était une franchise de Prosuma offrant dans un même espace de vente des produits culturels, du livre au CD en passant par le multimédia, l’informatique et le Hi-fi, qui est racheté par la Fnac
La cave de l’œnophileLa Cave de l'œnophile est une franchise de Prosuma, spécialisée dans la vente de vins, champagnes et spiritueux. Elle sert particuliers et professionnels à travers plusieurs points de vente, à Abidjan et Yamoussoukro.
Espace gourmetSitué dans le centre commercial Cap Sud, l’Espace Gourmet est un espace de dégustation sur table d’hôtes de vins et d'épices.
Cap Sud CaféSitué dans le centre commercial Cap Sud, Cap Sud Café est une franchise de café vendant des pâtisseries, viennoiseries et sandwichs et proposant une terrasse extérieure.

## Filiales

### SCI Business Center
Cette société civile immobilière a été constituée fin 1996 pour créer et assurer la gestion du centre commercial Cap Sud. Elle gère également le centre commercial Cap Nord et celle situé à la Djibi. 

### S2P
Les magasins Sococé (d’un effectif total de 427 personnes) font partie de la société S2P, qui a dégagé en 2011 un chiffre d’affaires HT de 26,630 milliards de francs CFA.